# Абу-ль-Аббас аль-Мурси
Шихабуддин Абу-ль-Аббас Ахмад ибн Умар аль-Мурси (араб. المرسي أبو العباس‎) — александрийский святой суфий.

## Биография
Его полное имя: аль-Ариф Биллах Шихабуддин Абуль-Аббас Ахмад ибн Умар Али аль-Хазраги аль-Ансари аль-Мурси аль-Баланси.
Родился в 1219 в Испании, вырос в Мурсии, в связи с чем его прозвали Эль-Мурси. С 1243 г. Абуль-Аббас был учеником и последователем Сиди Абу аль-Хассана аль-Шазали, основателя суфийского ордена Шазилия. В 1245 г. прибыл в Александрию, где прожил в районе Ком Эль-Декка 36 лет до своей смерти в 1286.
На месте могилы Абуль-Аббаса была построена мечеть, известная как мечеть Эль-Мурси Абуль-Аббаса и ставшая ныне одной из достопримечательностей Александрии.